# Tanjung Marwo
Tanjung Marwo is een bestuurslaag in het regentschap Batang Hari van de provincie Jambi, Indonesië. Tanjung Marwo telt 1863 inwoners (volkstelling 2010).